# Olkhovatka
Olkhovatka (en ukrainien : Ольховатка, en russe : Ольховатка, Olkhovatka) est une commune urbaine de l'est de l'Ukraine, dans l'oblast de Donetsk, dépendante du raïon de Horlivka. Sa population s'élevait en 2019 à 3019 habitants.

## Géographie
La commune se situe sur la rive sud de la rivière Boulavyn, une des deux rivières constitutives à leur confluence de la rivière Krynka, principal affluent du fleuve côtier Mious. Elle se trouve à 51 km au nord-est de la ville de Donetsk.